# Oazis (Krasnodar)
Oazis (en ruso: Оазис) es un jútor del raión de Séverskaya, en el krai de Krasnodar de Rusia. Está situado en la orilla izquierda del río Sups, afluente del Kubán, 22 km al este de Séverskaya y 22 km al sur de Krasnodar, la capital del krai. Tenía 216 habitantes en 2010.
Pertenece al municipio de Novodmítrievskaya.